# Mezinárodní hnutí solidarity
Mezinárodní hnutí solidarity (anglicky International Solidarity Movement, zkratka: ISM) je „hnutí vedené Palestinci“ zaměřené na pomoc Palestinské věci v Izraelsko–palestinského konfliktu. ISM je založeno na použití pouze nenásilných protestů a metod. Hnutí bylo založeno v roce 2001 palestinským aktivistou Ghassanem Andonim; Netou Golan z třetí generace izraelských aktivistů; Američankou palestinského původu Huwaidou Arraf a palestinským aktivistou Georgem N. Rishmawi. Američan Adam Shapiro se připojil k hnutí krátce po jeho založení a je také často považován za jednoho ze zakladatelů.
Organizace vyzývá civilisty z celého světa k účasti na nenásilných protestech proti Izraelské armádě na Západním Břehu a v pásmu Gazy.

## Náklady dobrovolníků
Podle webové stránky ISM, mezinárodní dobrovolníci, kteří se připojí k ISM jsou odpovědní za své cestovní náklady a výdaje spojené s pobytem v Palestině.

## Filozofie hnutí
Organizace vyzývá civilisty z celého světa k účasti na nenásilných protestech proti Izraelské armádě na Západním Břehu a v pásmu Gazy.

### Postoj ISM k násilí
Stránka ISM popisuje organizaci jako "hnutí vedené Palestinci odhodlané vzdorovat izraelské okupaci Palestinských území pomocí metod a principů nenásilné přímé akce". Hnutí klade důraz na přítomnost mezinárodních dobrovolníků, kteří na místě "neučí nenásilný odpor", ale podporují odpor prostřednictvím nenásilné přímé akce, nouzové mobilizace a dokumentace.

Článek v britském deníku The Daily Telegraph nazval ISM "mírovou skupinou, která využívá násilí", protože jeho poslání uznává "ozbrojený odpor" jako "právo" Palestinců. Zmíněné prohlášení je převzato deklarace ISM:
Jak je stanoveno mezinárodním právem a rezolucemi OSN, uznáváme palestinské právo na odpor proti násilí a okupaci ze strany Izraele prostřednictvím legitimního ozbrojeného odporu. Domníváme se však, že nenásilí může být mocná zbraň v boji proti útlaku a zavázali jsme se využívat zásady nenásilného odporu.
ISM dále vysvětluje na svých webových stránkách:
ISM nepodporuje, ani netoleruje jakékoli projevy terorismu – což není legitimní ozbrojený boj. ISM nemá spojitost, nepodporuje, ani nemá nic společného s ozbrojeným nebo násilným odporem vůči okupaci. ISM nepomáhá a ani se nezapojuje do jakéhokoliv ozbrojeného odporu, bez ohledu na jeho formu.

Toto právo bránit se okupaci se netýká pouze Palestinského lidu, ale všech lidí, kteří čelí vojenské okupaci. ISM považuje všechny lidi za sobě si rovné s rovnými právy podle mezinárodního práva. Jsme přesvědčeni, že nenásilná akce je mocná zbraň v boji proti útlaku a jsme odhodláni dodržovat zásady nenásilného odporu.

Během rozhovoru na CNN s Paulou Zahn s hosty Adamem Shapiro a Huwaidou Arraf byla položena otázka ohledně článku s jejich spoluautorstvím, který uváděl: "Palestinský odpor musí nabývat různé formy, násilné a nenásilné. Ale co je nejdůležitější, musí rozvinout strategii zahrnující oba aspekty. Nenásilný odpor není o nic méně ušlechtilý než sebevražedná operace." Paula Zahn poznamenala, že "někteří lidé by mohli dojít závěru, že podporujete sebevražedné atentáty." Shapiro a Arraf odpověděli:
Článek, který jsme napsali, byl vlastně reakcí na jiný článek, napsaný Palestincem, který řekl, že Palestinci by neměli používat nenásilí. A tak jsme odpovídali v kontextu diskuse o tom, zda by Palestinci mohli použít násilí nebo nemohli použít nenásilí nebo mohli použít nenásilí. Tak to bylo, především, v tomto kontextu…

Násilí už tu je. Neobhajujeme ho. Už tu je. Je to na zemi. Pracujeme s lidmi a s Palestinci, kteří chtějí propagovat nenásilí, a to byl kontext celého článku.

### Taktiky aktivismu
Uplynulé ISM kampaně používaly následující taktiky:
- Akce na odrazení od vojenských operací. Někteří dobrovolníci ISM nesouhlasí s používáním pojmu lidský štít k popisu své práce. Tvrdí, že v palestinském kontextu výraz obvykle odkazuje na nucené použití zajatých Palestinců Izraelskými obrannými silami (IOS) při prohledávání palestinských čtvrtí. Argumentují, že IOS daleko pravděpodobněji vystřelí na palestinské civilisty s tmavší pletí než bílé aktivisty západního vzhledu, vzhledem k rozdílu v mezinárodní reakci. Tato taktika je hovorově nazývána jako "obrana s bílou tváří".
- Doprovázení Palestinců k minimalizaci obtěžování páchaného izraelskými osadníky či vojáky, například k zajištění hladkého odbavení front na izraelských kontrolních stanovištích, nebo k poskytnutí svědků a prostředníků během každoroční olivové sklizně, které jsou často narušeny izraelskými osadníky a policií.[zdroj?]
- Odstraňování zátarasů. To jsou velké nehlídané hromady zeminy a betonu na silnicích v celém Západním Břehu, někdy jsou umístěny IOS u vjezdů do palestinských vesnic, čímž jsou obyvatelé vesnic izolováni a je jim bráněno ve volném pohybu.
- Snaha zablokovat vojenská vozidla jako jsou tanky a obrněné buldozery.
- Porušení izraelských rozkazů k zákazu vycházení na palestinských územích, s cílem monitorovat izraelské vojenské akce, dodávat potraviny a léky do palestinských domovů, nebo doprovod zdravotnického personálu s cílem usnadnit jejich práci.
- Narušování výstavby izraelské bezpečnostní bariéry na Západním břehu a umisťování politických graffiti na tuto zeď.
- Vstup do prostor označených jako "uzavřené vojenské zóny" izraelské armády. To není "strategie" jako taková, ale je předpokladem pro ISM k provádění mnoha z výše uvedených činností, protože oblasti, v nichž je ISM aktivní, jsou často souhrnně označené IOS jako "uzavřené vojenské zóny".
- Pokusy prolomit izraelskou blokádu pásma Gazy podporou a účastí v iniciativách posílat plavidla skrze námořní blokádu pásma Gazy.

## Významné akce ISM
- ISM se dostalo rozsáhlé mediální pozornosti za jeho přítomnost v komplexu Jásira Arafata v Ramalláhu a v Chrámu Narození Páně v Betlémě.
- 8. srpna 2006 aktivista ISM Adam Shapiro oznámil, že skupina ISM aktivistů byla na cestě do jižního Libanonu, aby se pokusili dopravit humanitární pomoc a projevit solidaritu s utrpením obyvatel.

### Nominace na Nobelovu cenu za mír
- Hnutí ISM bylo nominováno v roce 2004 na Nobelovu cenu za mír Svendem Robinsonem, bývalým poslancem Parlamentu Kanady za Novou demokratickou stranu.[7][8]
- Spoluzakladatel Ghassan Andoni byl nominován Americkým výborem přátelských služeb (AFSC) v roce 2006 na Nobelovu cenu míru spolu s Jeffem Halperem z Izraelského výboru proti demolicím.[9][10]

## Ztráty ISM v Palestině a Izraeli

### Časová osa ztrát ISM

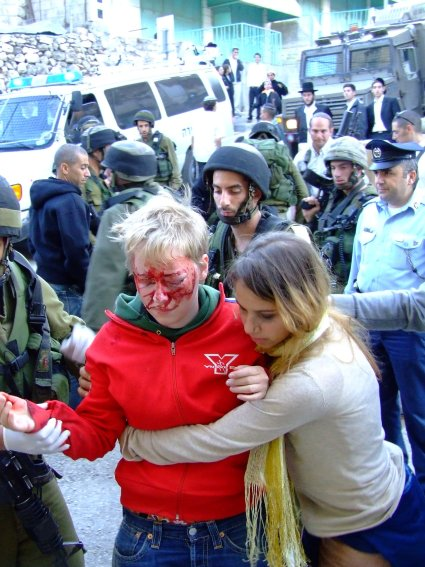
19letá švédská dobrovolnice ISM zraněná izraelskými osadníky v Hebronu v listopadu 2006.

- 2. dubna 2002, australská dobrovolnice ISM Kate Edwards utrpěla vážná vnitřní zranění střelami vypálenými Izraelskou armádou během protestu v Beit Jala. Incident byl natočen a objevuje se v dokumentu palestinské dokumentaristky Leily Sansour, Jeremy Hardy vs the Israeli Army.[11][12]
- 22. listopadu 2002, Caoimhe Butterly, irská dobrovolnice ISM byla postřelena IOS v Jeninu,[13] několik minut poté byl poblíž zabit britský projektový manažer humanitární organizace UNRWA Iain Hook.[14]
- 16. března 2003, americká dobrovolnice ISM Rachel Corrie byla zabita během pokusu zablokovat obrněný buldozer IOS.
- 5. dubna 2003, americký dobrovolník ISM Brian Avery byl na ulici zasažen do obličeje a trvale znetvořen palbou z kulometu obrněného transportéru IOS když dělal doprovod palestinským zdravotníkům.
- 11. dubna 2003, britský dobrovolník ISM Thomas Hurndall upadl do stavu mozkové smrti poté, co byl střelen do hlavy vojákem IOS. Voják nejprve tvrdil, že střelba nastala během přestřelky izraelských vojáků a palestinských militantů, během procesu však později přiznal že na něj střílel kvůli "odstrašení".[15] Hurndall zemřel 13. ledna 2004. Počátkem roku 2009 rodina oznámila přijetí kompenzace £1,5 milionu liber a sdělila, že "vypořádáním bylo nejdále kam se mohli dostat k přiznání viny Izraelem".[16]
- 6. září 2007, aktivista ISM Akram Ibrahim Abu Sba byl zabit členy Islámského džihádu v severní části Jeninu.[17]
- 13. března 2009, americký demonstrant Tristan Anderson byl vážně zraněn poblíž Ni'linu vystřeleným granátem se slzným plynem během střetů protestujících a vojáků IOS na demonstraci proti izraelské bezpečnostní bariéře na Západním břehu.[18][19][20][21][22][23][24][25]
- 24. dubna 2010, Bianca Zammit, 28letá aktivistka z Malty, byla postřelena do stehna ostrou municí vojáky IOS během demonstrace v „nárazníkovém pásmu” uvnitř pásma Gazy. Dva protestující Palestinci byli také postřeleni během stejné demonstrace v uprchlickém táboře Al Maghazi.[26][27]
- 31. května 2010, Emily Henochowicz, 21letá studentka umění z Marylandu, přišla o levé oko po zásahu granátem se slzným plynem během protestu poblíž kontrolního bodu Qalandiya. Další dobrovolník ISM na místě tvrdil, že izraelští vojáci mířili na Henochowiczovou záměrně.[28][29]
- 14. dubna 2011 byl italský aktivista Vittorio Arrigoni unesen, mučen[30] a zabit v Gaze salafistickou palestinskou skupinou Jahafil Al-Tawhid Wal-Jihad fi Filastin. Vražda byla odsouzena různými palestinskými skupinami.[31]
- 6. září 2024 byla střelou do hlavy zabita 26letá americko-turecká lidskoprávní aktivistka Ayşenur Ezgi Eygi. Střelcem byl voják IOS.[32]

#### Zabití

##### Rachel Corrie

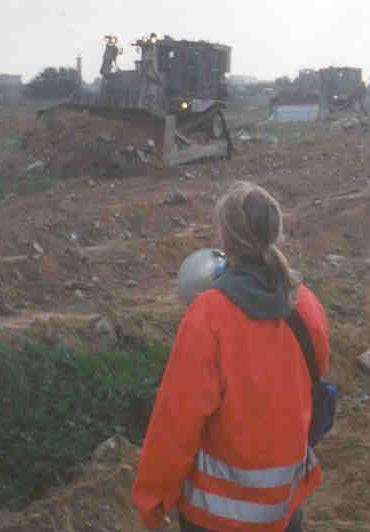
Rachel Corrie stojí před izraelským vojenským buldozerem Caterpillar D9.

Dobrovolnice ISM Rachel Corrie byla zabita když se snažila zablokovat buldozer izraelské armády (IOS) provádějící vojenské operace v Rafahu v pásmu Gazy dne 16. března 2003. Interní vyšetřování IOS došlo k závěru, že smrt Corrie byla nehoda, ale očití svědci z ISM s výsledkem nesouhlasí. Jsou toho přesvědčení, že řidič buldozeru úmyslně zasáhl Corrie i přesto že ji viděl stát před svým vozidlem. IOS tvrdí, že nahrávky z akce ukazují stojící Corrie pod úrovni očí řidiče, a také že úroveň hluku byla příliš vysoká, aby byla Corrie slyšet. Činnost buldozeru, který Corrie blokovala, je také předmětem sporu — ISM tvrdí, že to byla příprava na demolici domu palestinského lékárníka. Jiná výpověď, opírající se o filmové záběry tvrdí, že buldozer nebyl v blízkosti domu a odstraňoval křoví pokrývající strukturu, která by mohla být použita jako tunel na pašování zbraní nebo jako kryt pro teroristy ostřelující IOS.
George Rishmawi z ISM řekl pro San Francisco Chronicle že: "když jsou Palestinci zastřeleni izraelskými vojáky, nikdo se o to už nezajímá. Ale pokud některého z těchto zahraničních dobrovolníků postřelí nebo dokonce zabijí, pak se o to mezinárodní média budou zajímat."
Rodiče Rachel Corrie podali žaloby ve Spojených státech a v Izraeli, ale v obou případech soudní proces prohráli. V Izraeli, v srpnu 2012, soud rozhodl, že Corrie se mohla nebezpečí vyhnout. Soud konstatoval, že Izrael nenese na smrti Corrie vinu, a nešlo o v případě její smrti o úmysl ani nedbalost. Soudce také řekl, že izraelské vyšetřování bylo přiměřené a neobsahovalo chyby. Soudce také kritizoval USA za neschopnost poslat diplomatické zástupce jako svědky pitvy Rachel Corrie.

##### Tom Hurndall
11. dubna 2003 voják Izraelský obranných sil, seržant Taysir Hayb, střelil dobrovolníka Mezinárodního hnutí solidarity (ISM) Toma Hurndalla do hlavy. Hurndall, který pomáhal Palestincům v Gaze, podlehl svému zranění v lednu 2004. Hurndall byl neozbrojený, oblečený v zářivě oranžové vestě ISM a vedl dvě palestinské děti pryč od izraelského tanku střílejícího kulometem v jejich směru.
Hayb tvrdil, že střelil na muže ve vojenské uniformě, který střílel na vojáky z pistole v uzavřené bezpečnostní zóně. To bylo v rozporu s výpovědí ISM, dokázáno fotografickým materiálem.
Následně Hayb přiznal falšování jeho popisu událostí. Dne 10. května 2004 byl zahájen soudní proces s Haybem s jedním obviněním ze zabití ve smrti Toma Hurndall, dvěma obviněními z maření spravedlnosti, po jednom z předkládání falešných svědectví a získání falešného svědectví, a z nevhodného chování. Hurndallova rodina podala žalobu za vraždu u izraelského soudu. V srpnu 2005 byl Taysir Hayb usvědčen ze zabití a odsouzen na celkem osm let vězení, sedm let za zabití Hurndalla a jeden rok za maření spravedlnosti.

#### Zranění

##### Kate Edwards
Australská dobrovolnice ISM Kate Edwards utrpěla vnitřní zranění od kulky v Beit Jala. Ona a další dobrovolníci pochodovali k izraelské linii. Po události byla citována výpověď Kate Edwards: "Šli jsme do kopce z Betléma, když proti nám vyjel dolů z kopce tank. Viděla jsem muže v tanku a křičel na nás, abychom se vrátili. Pokračovali jsme."

##### Caoimhe Butterly
Irská dobrovolnice ISM a aktivistka za lidská práva Caoimhe Butterly byla střelena do stehna izraelským vojákem během Bitvy o Jenin.

##### Brian Avery
5. dubna 2003 vojáci Izraelských obranných sil z armádního konvoje střelili Briana Averyho (* 1979) do obličeje a vážně ho znetvořili, během jeho působení pro ISM na Západním Břehu v městě Dženín. Měl na sobě červenou reflexní vestu s nápisem "lékař" v angličtině a arabštině. IOS odmítli nařídit vyšetřování, protože podle nich nebyl žádný důkaz o střelbě jejich vojáků v ten den. Avery podal žalobu a v listopadu 2008 přijal 150 000 dolarů vypořádání od Izraelské vlády výměnou za stažení žaloby.

##### Tristan Anderson
13. března 2009 byl americký dobrovolník ISM Tristan Anderson kriticky zraněn po zásahu granátem se slzným plynem do hlavy, granát byl vystřelen izraelskými vojáky snažícími se rozehnat demonstraci. Anderson byl převezen do nemocnice v Izraeli, kde podstoupil operaci mozku a byla mu odstraněna část čelního laloku a úlomky roztříštěné lebky.
ISM dobrovolnice a Tristanova přítelkyně Gabrielle Silverman (Izraelská-Američanka), byla svědkem jeho zranění:
Byli jsme na demonstraci proti zdi, proti izraelské apartheidní zdi ve vesnici Ni'lin na Západním Břehu, což je asi dvacet šest kilometrů západně od Ramalláhu. Byla jsem u něj velmi blízko, když byl střelen. Byla jsem jen pár stop od něj. Demonstrace probíhala několik hodin. Končilo to, bylo téměř po všem. Většina lidí už odešla domů. Stáli jsme na trávě blízko místní mešity, a Tristan fotil [když] yl střelen do hlavy slzným granátem s větším dostřelem."

##### Bianca Zammit
24. dubna 2010 byla Bianca Zammit, 28letá aktivistka z Malty, střelena do stehna ostrou municí vojáky IOS během demonstrace v tzv. "nárazníkové zóně" uvnitř pásma Gazy. Dva Palestinští demonstranti byli také střeleni během stejné demonstrace v uprchlickém táboře Al Maghazi.

##### Duben 2012
14. dubna skupina nejméně 200 pro-palestinských aktivistů, vyrazila na jízdních kolech, a v několika autobusech, na tichý protest. Byli zastaveni izraelskými vojáky před nájezdem na Dálnici 90, a požádáni nepokračovat pro jejich vlastní bezpečnost. Legálnost akce demonstrantů je nejasná, některé zpravodajské agentury uvedly povolení protestu cyklistů, jiné vydání povolení popírají. Během následující hodiny aktivisté výzvu odmítli a zablokovali nájezd na dálnici, vypukla "rvačka". V rozhovoru poskytnutém jedním z účastníků bylo uvedeno,"בשלב מסויים החלטנו לאתגר את החיילים ולנסות להמשיך בנסיעה" ("... v určitém okamžiku jsme se rozhodli otestovat vojáky a pokračovat v pohybu") a po několik okamžicích byli napadeni. V rozhovoru pro JPost se píše: "Asi po půl hodině, řekl, se cyklisté rozhodli obejít vojáky IOS a v ten moment propuklo násilí." Čtyři aktivisté utrpěli zranění obličeje a zad a museli být odvezeni do nemocnice v Jerichu na Západním břehu. Další den bylo ISM zveřejněno video ukazující důstojníka IOS bijícího dánského demonstranta do tváře útočnou puškou. Důstojník IOS řekl, že byl napaden jedním z aktivistů klackem, a byly mu zlomeny dva prsty. IOS prohlásila, že to byl "vážný incident" a důstojníka suspendovala a incident vyšetřuje. Izraelský premiér Benjamin Netanjahu, prezident Šimon Peres, a Náčelník generálního štábu IOS Generálporučík Benny Gantz odsoudili incident. NGO Monitor, pravicová proizraelská organizace, uvedla, že ISM „má dlouhou historii podpory aktivistů k přímé akci, což je často ohrozí a přivede k přímé konfrontaci s izraelskou armádou.”

##### Fred Ekblad
25. července 2014 byl švédský aktivista Fred Ekblad středně-těžce zraněn na hlavě izraelským tankem ostřelujícím nemocnici Beit Hanoun v pásmu Gazy.

### Oběti ISM ze strany palestinských ozbrojenců

#### Zabití

##### Akram Ibrahim Abu Sba'
6. září 2007 byl člen Regionálního výboru ISM v Jenínu a "spolu-zakladatel jedné z prvních stálých přítomností ISM", Akram Ibrahim Abu Sba, zabit ve službě bojovníky Islámského džihádu, když se snažil "urovnat napětí mezi palestinskými bezpečnostními složkami a členy Islámského džihádu" v palestinském městě Jenin. Akram byl pohřben v Jeninu na hřbitově uprchlického tábora.

##### Vittorio Arrigoni
14. dubna 2011 byl italský aktivista ISM Vittorio Arrigoni byl unesen, mučen a popraven oběšením salafistickou skupinou v pásmu Gazy.